# 27362 Morganroche
27362 Morganroche è un asteroide della fascia principale. Scoperto nel 2000, presenta un'orbita caratterizzata da un semiasse maggiore pari a 3,0263393 au e da un'eccentricità di 0,0309295, inclinata di 1,67735° rispetto all'eclittica.